# Triopterys rigida
Triopterys rigida är en tvåhjärtbladig växtart som beskrevs av Olof Swartz. Triopterys rigida ingår i släktet Triopterys och familjen Malpighiaceae. Inga underarter finns listade i Catalogue of Life.